# Natalie Curtis
Natalie Curtis (Nueva York, 26 de abril de 1875 – París (Francia), 23 de octubre de 1921) fue una etnomusicóloga estadounidense. Junto a Alice Cunningham Fletcher y Frances Densmore formó un pequeño grupo de mujeres que realizó importantes estudios etnológicos en América del Norte a principios del siglo XX. Se la recuerda por sus transcripciones y publicaciones de música tradicional de tribus americanas nativas así como por haber publicado una colección de cuatro volúmenes de música afroamericana. Murió en 1921. Debido a su prematura muerte no pudo desarrollar plenamente su carrera y unificar sus trabajos.

## Influencia
Tras un viaje a Arizona, Natalie Curtis creció fascinada por la música nativa americana consagrándose a su estudio. Estudió música en el Conservatorio Nacional de Música Americana de Nueva York así como en Francia y  Alemania bajo la dirección de músicos eminentes como Ferruccio Busoni.

### Theodore Roosevelt
Theodore Roosevelt fue amigo de la familia de Natalie Curtis, y una de sus mayores influencias. Natalie Curtis utilizó  su relación con Roosevelt como herramienta para preservar la cultura india cuando fue necesario. En cierta ocasión se presentó en  su casa con el jefe mojave para requerirle los derechos tribales sobre la tierra. Roosevelt se refirió a Natalie Curtis como alguien  "... que ha hecho tantísimo para dar a la cultura india su lugar adecuado."

## Carrera
En 1903 comenzó a trabajar con la reserva Hopi en Arizona, realizando transcripciones para las que utilizó tanto el cilindro registrador de Edison como el lápiz y el papel. En aquel momento tal trabajo con la lengua y música nativas entraba en conflicto con las políticas de la Agencia Federal de Asuntos Indios que desalentaba a la población de las reservas de hablar su lengua, cantar su música, vestir el garb (traje nativo), etc.  Fue solo tras la intervención personal de su amigo, el presidente Theodore Roosevelt, que pudo continuar su trabajo sin impedimentos. El mismo Roosevelt visitó la reserva Hopi en 1913 durante la ceremonia de la flauta y la ceremonia de la serpiente, visita que fue detallada por Natalie Curtis en "Theodore Roosevelt en el país Hopi," un artículo que escribió para revista Outlook en 1919.

### Canciones
En 1905, Natalie Curtis publicó Canciones de la América antigua, tres canciones de los Pueblo para la molienda del maíz con acompañamiento de piano. Caracterizando su trabajo como de transcripción, escribió:  “no he cambiado las melodías en forma alguna ni he buscado armonizarlas en el sentido habitual, ni hacer de ellas composiciones musicales…Mi único deseo ha sido que las canciones indias puedan ser oídas tal como los indios mismos las cantan..."
En 1907 Natalie Curtis publicó El libro de los indios, una colección de canciones e historias de 18 tribus ilustrada con transcripciones manuscritas de canciones así como con obras de arte y fotografías. La mayoría de las 200 canciones están presentadas solo en notación manuscrita, sin acompañamiento de piano alguno. El libro fue utilizado como fuente por su antiguo profesor Busoni para su obra Fantasía india, una composición para piano y orquesta estrenada en 1915 por la Orquesta de Filadelfia bajo Leopold Stokowski.
Hacia 1910 Curtis amplió su búsqueda a la transcripción y colección de música afroamericana trabajando en el Hampton Institute de Hampton, Virginia, un colegio universitario establecido en 1868 para la educación de antiguos esclavos. El trabajo estuvo financiado por el filántropo George Foster Peabody. En 1911 junto a David Mannes fundó la Colored Music Settlement School en Nueva York, y en 1912 ayudó a patrocinar el primer concierto de músicos de color en el Carnegie Hall, un concierto que contó con el Clef Club Orchestra dirigido por James Reese Europe.
En 1918 y 1919 Natalie Curtis (por entonces Curtis Burlin) publicó cuatro volúmenes titulados Negro Folk Songs que incluían espirituales y canciones de juego y de trabajo. Publicó las canciones en armonía de cuatro voces, una tarea que le valió el elogio del compositor  Percy Grainger en 1918. A partir del trabajo llevado a cabo para los volúmenes del Hampton Institute comenzó a estudiar la música de tribus africanas y en 1920 publicó Canciones y Cuentos del Continente Oscuro, en qué ella uso la notacion escrita de lo que se conoce como patrón estándar en ethnomusicologia, y son de ritmo de pulso triple en música afrolatina (1920: 98). En 1917 caso con el artista Paul Burlin trasladandose a vivir  a Francia, donde murió en accidente de tráfico en 1921.
En general la publicación de sus trabajos no se debió a “revistas eruditas” de antropología o folclore. Si lo fue por ejemplo en  Southern Workman, TheCraftsman y The Outlook y en publicaciones musicales como América Musical. Reseñas de su trabajo aparecieron en revistas similares así como en periódicos escolares.

## Composiciones originales
Curtis Burlin ha de ser incluida entre el pequeño grupo de compositores estadounidenses que utilizó material americano nativo para sus propias composiciones. Compuso unos 15 trabajos originales, composiciones cortas basadas muchas de ellas en temas de nativos americanos o afroamericanos.Otros serían Charles Wakefield Cadman, Arthur Nevin, y Thurlow Lieurance.